# Neuschwanstein (meteoryt)
Neuschwanstein – meteoryt kamienny należący do grupy chondrytów enstatytowych EL6, który po rozpadnięciu się w atmosferze spadł 6 kwietnia 2002 roku o 22:20 UT na obszarze Bawarii w południowych Niemczech oraz Austrii.

## Opis zdarzenia
Zdarzenie zostało zaobserwowane przez wielu astronomów amatorów czekających na pojawienie się komety dlugookresowej 153P/Ikeya-Zhang i zostało zarejestrowane przez Europejską Sieć Bolidową (ang. European Fireball Network). Na podstawie zrobionych zdjęć określono trajektorię lotu meteorytu i prawdopodobne miejsca upadku pomiędzy Garmisch-Partenkirchen a Füssen.
Meteoryt wszedł do atmosfery ziemskiej 6 kwietnia 2002 roku o 22:20 UT nad Innsbruckiem w Austrii i przeleciał w 5 sekund nad Mittenwaldem i Garmisch-Partenkirchen. Bolid widoczny był z odległości 550 km. Jego najjaśniejszy rozbłysk miał miejsce o 22:20:17,17 UTC, co świadczyło o jego rozpadzie.
Meteoryt spadł w Północnych Alpach Wapiennych, w paśmie Ammergauer Alpen, niedaleko zamku Neuschwanstein. Pierwszy fragment meteorytu znaleziono 5 km od zamku i meteoryt nazwano Neuschwanstein .
Znaleziono trzy fragmenty meteorytu:
- Neuschwanstein I o masie 1750 g znaleziony 14 lipca 2002 roku[7], znajduje się w Rieskrater Museum w Nördlingen[8][a],
- Neuschwanstein II o masie 1625 g znaleziony w Niemczech, ok. 1 km na północ od pierwszego znaleziska[9], właściciele obiektu nie doszli do porozumienia w sprawie wykupu obiektu przez kraj Bawarii i meteoryt został przecięty na pół, połowa znajduje się w muzeum w Monachium, a druga połowa została pocięta na części i sprzedana prywatnym nabywcom[8],
- Neuschwanstein III o masie 2840 g znaleziony w austriackim Tyrolu, ok. 1,5 km na południowy wschód od pierwszego znaleziska[9].

## Meteoryt
Meteoryt charakteryzuje się strukturą metamorficzną z niewielką liczbą chondrów. W jego składzie znajdują się: enstatyt, plagioklazy, sinoit, grafit, a także schreibersyt, troilit, oldhamit, daubréelit, alabandyn. Został zakwalifikowany do grupy chondrytów enstatytowych EL6.